# BYD Seal 07 DM-i
BYD Seal 07 DM-i (кит .比亚迪海豹07 DM-i ; піньїнь: Bǐyǎdí Hǎibào 07 DM-i), раніше BYD Seal DM-i до 2024 року — це гібридний повнорозмірний седан, який виробляється BYD Auto з 2023 року. 
Він був представлений у вигляді прототипу на Auto Shanghai як BYD Destroyer 07 і був перейменований, щоб інтегрувати його з серією седанів Seal. Продається через дилерські центри Ocean Network, Seal DM-i позиціонується в асортименті BYD як дешевша альтернатива аналогічному BYD Han, який належить дилерським центрам Dynasty Network. Він надійшов у продаж у вересні 2023 року в Китаї.

## Огляд
Seal DM-i спочатку називався Destroyer 07 і планувався стати третім продуктом лінійки моделей Warship Series. Однак плани змінили в липні 2023 року, за кілька місяців до запуску, і натомість транспортний засіб було запущено під назвою Seal DM-i. 
Стилістичний дизайн Вольфганга Еггера був збережений у наступному поколінні естетики, вже відомої з електричного Seal, що вирізняється, серед іншого, мускулистими колісними арками, тонкою лінією даху та фарами у формі бумеранга. Задні ліхтарі набули форми крапель води, домінуючим у композиції смугою з хромованою смугою.  Кабіна має дизайн, ідентичний іншим моделям лінійки Ocean Series BYD. Центральним елементом приладової панелі є 15,6-дюймовий сенсорний екран мультимедійної системи.